# Shuangshi Shuiku
Shuangshi Shuiku (kinesiska: 双石水库) är en reservoar i Kina. Den ligger i provinsen Sichuan, i den sydvästra delen av landet, omkring 100 kilometer sydost om provinshuvudstaden Chengdu. Shuangshi Shuiku ligger 397 meter över havet. Arean är 0,16 kvadratkilometer. Trakten runt Shuangshi Shuiku består till största delen av jordbruksmark. Den sträcker sig 1,0 kilometer i nord-sydlig riktning, och 0,3 kilometer i öst-västlig riktning.
Genomsnittlig årsnederbörd är 1 330 millimeter. Den regnigaste månaden är juli, med i genomsnitt 290 mm nederbörd, och den torraste är december, med 13 mm nederbörd.